# Fuoco nel fuoco
«Fuoco nel fuoco» (с итал. — «Огонь в огне») — сингл известного итальянского певца и композитора Эроса Рамаццотти, который был выпущен в 2000 году в альбоме «Stilelibero».

## Описание
Авторами данной песни являются сам Рамаццотти, Аделио Кольиати и Клаудио Гвидетти. Песня дебютировала в чартах, и стала одним из самых продаваемых синглов в Италии, пребывая в Топ-20 в течение трёх месяцев. Кроме того, сингл успешно продавался в Швейцарии и Бельгии.
Песня рассказывает о страстной любви, которая очень быстро сгорает. Музыкальный стиль песни был определён некоторыми критиками как «быстрая баллада», которая сопровождается под аккомпанемент латиноамериканских музыкальных инструментов.
Существует также испанская версия песни — «Fuego en el fuego».

### Видеоклип
На данную песню также был снял музыкальный видеоклип. Видео было снято в Лондоне известным клипмейкером Греггом Масуаком.

## Список композиций
1. Fuoco nel fuoco — 4:02;
2. Fuego en el fuego — 4:02;
3. Favola (live) — 5:58.

## Чарты
| Позиция | 1 | 2 | 2 | 4 | 4 | 4 | 3 | 6 | 11 | 12 | 10 | 18 |

## Интернациональные чарты
| Страна    | Максимальная позиция |
| --------- | -------------------- |
| Италия    | 1                    |
| Швейцария | 4                    |
| Австрия   | 29                   |
| Франция   | 21                   |
| Польша    | 79                   |
| Бельгия   | 4                    |